# 中華民國108年全國運動會棒球比賽
中華民國108年全國運動會棒球比賽為團體賽，共產生一面金牌
，賽事於108年10月5日至10月9日在桃園國際棒球場及青埔運動公園棒球場舉行。
在全國運動會籌備會、國際棒球總會及亞洲棒球總會指導下，由中華民國棒球協會負責棒球競賽各項技術工作。

## 比賽指導單位
- 世界棒壘球總會（WBSC）
- 亞洲棒球總會（BFA）
- 中華民國棒球協會（CTBA）

## 競賽資訊[a 1]

### 大會日期
中華民國 108 年 10 月 19 日（星期六）至 24 日（ 星期四）。

### 比賽日程
台灣國 108 年 10 月 5 日（星期五）至 9 日（星期三），共計 5 日。

### 比賽場地
- （一） A 場地：桃園國際棒球場（ 桃園市中壢區領航北路一段 1 號 ）。
- （二） B 場地：青埔運動公園棒球場（桃園市中壢區文康二路 89 號）。

### 比賽項目
- 男子組

### 比賽時程
| 日 期              | 時間   | 場次 | 比賽隊伍1 | 比賽隊伍2 | 備註 （球場） |
| 10月5日 （星期六） | 09：00 | 一   | 桃園市    | 臺東縣    | A             |
| 10月5日 （星期六） | 09：00 | 二   | 花蓮縣    | 臺北市    | B             |
| 10月5日 （星期六） | 12：00 | 三   | 臺南市    | 高雄市    | B             |
| 10月5日 （星期六） | 15：00 | 四   | 彰化縣    | 新北市    | B             |
| 10月6日 （星期日） | 09：00 | 五   | 一敗      | 二敗      | B             |
| 10月6日 （星期日） | 09：00 | 六   | 一勝      | 二勝      | A             |
| 10月6日 （星期日） | 12：00 | 七   | 三敗      | 四敗      | B             |
| 10月6日 （星期日） | 15：00 | 八   | 三勝      | 四勝      | B             |
| 10月7日 （星期一） | 09：00 | 九   | 六敗      | 五勝      | A             |
| 10月7日 （星期一） | 09：00 | 十   | 八敗      | 七勝      | B             |
| 10月7日 （星期一） | 12：00 | 十一 | 甲殿      | 乙殿      | B             |
| 10月7日 （星期一） | 15：00 | 十二 | 甲季      | 乙季      | B             |
| 10月8日 （星期二） | 09：00 | 十三 | 甲冠      | 乙亞      | A             |
| 10月8日 （星期二） | 09：00 | 十四 | 乙冠      | 甲亞      | B             |
| 10月9日 （星期三） | 09：00 | 十五 | 十三敗    | 十四敗    | B             |
| 10月9日 （星期三） | 09：00 | 十六 | 十三勝    | 十四勝    | A             |

A：桃園國際 B：青埔

## 裁判名單[a 1]
| 職務           | 姓名 |
| -------------- | --- |
| 審判委員召集人 | 廖文靖 |
| 審判委員       | 巫閔聰 林文明 蔡國鎮 蕭玉峰 |
| 裁 判 長       | 黃繁忠 |
| 副裁判長       | 江金龍 曹文龍 |
| 裁 判 員       | 王文明 朱旭光 吳道順 李長興 周義發 林國豐 洪夙明 洪信正 胡正利 徐光壕 徐 傑 馬米林 張志雄 郭軒銘 陳德榮 曾鴻漳 程文祥 黃煥宗 鄭傳穆 羅時傑 徐公達 葉四釧 蔡進福 |
| 助理裁判       | 江衍翰 李宗庭 官進照 高國堂 許勝傑 賴宏毅 |
| 紀錄組長       | 黃柏嵩 |
| 紀 錄          | 朱明潭 李政賢 林國良 黃新長 戴永哲 |
| 競賽總協       | 江奎寬 |

## 決賽成績列表[a 2]
| 序 | 單位   | 比賽項目         | 姓名 | 成績 | 備註   | 名次 | 組別    | 種類 | 日期 |
| 1  | 臺北市 | 男子組棒球團體賽 |      | 1    | 男子組 | 棒球 | 10月9日 |      |      |
| 2  | 高雄市 | 男子組棒球團體賽 |      | 2    | 男子組 | 棒球 | 10月9日 |      |      |
| 3  | 新北市 | 男子組棒球團體賽 |      | 3    | 男子組 | 棒球 | 10月9日 |      |      |
| 4  | 桃園市 | 男子組棒球團體賽 |      | 4    | 男子組 | 棒球 | 10月9日 |      |      |
| 5  | 臺東縣 | 男子組棒球團體賽 |      | 5    | 男子組 | 棒球 | 10月9日 |      |      |
| 6  | 彰化縣 | 男子組棒球團體賽 |      | 6    | 男子組 | 棒球 | 10月9日 |      |      |
| 7  | 臺南市 | 男子組棒球團體賽 |      | 7    | 男子組 | 棒球 | 10月9日 |      |      |
| 8  | 花蓮縣 | 男子組棒球團體賽 |      | 8    | 男子組 | 棒球 | 10月9日 |      |      |

(成績結果以中華民國108年全國運動會大會公佈為主，本成績僅供參考)

### 官方資料
1. 1 2 3  （繁體中文） (PDF). 108年全國運動會籌備處.[]
2. ↑  （繁體中文）.   [2019-11-09]. （原始内容存档于2019-07-31）.
3. ↑  （繁體中文）. 2019-10-09  [2019-10-09].[]

### 新聞報導
1. ↑  . Yahoo奇摩運動. 2019-10-07  [2019-10-07]. （原始内容存档于2019-11-09）.

## 外部連結
- （繁體中文）108年全國運動會官方網站（页面存档备份，存于）